# Каннский кинофестиваль 1979
32-й Каннский кинофестиваль 1979 года, проходивший с 10 по 24 мая в Каннах, Франция.

## Жюри
- Франсуаза Саган, писательница ( Франция) — председатель
- Серджо Амидеи, сценарист и продюсер ( Италия)
- Рудольф-Морис Арло, журналист и сценарист ( Швейцария)
- Луис Гарсия Берланга, режиссёр ( Испания)
- Морис Бесси, писатель ( Франция)
- Поль Клодон, продюсер ( Франция)
- Жюль Дассен, кинорежиссёр и актёр ( США)
- Жолт Кезди-Ковач, кинорежиссёр ( Венгрия)
- Роберт Рождественский, поэт ( СССР)
- Сюзанна Йорк, актриса ( Великобритания)

## Фильмы конкурсной программы
| Победители выделены отдельным цветом. |

| Название                       | Оригинальное название                                    | Режиссёр             | Страна                          |
| ------------------------------ | -------------------------------------------------------- | -------------------- | ------------------------------- |
| Апокалипсис сегодня            | Apocalypse Now                                           | Фрэнсис Форд Коппола | США                             |
| Наследство                     | Arven                                                    | Аня Брайен           | Норвегия                        |
| Сёстры Бронте                  | Les Soeurs Brontë                                        | Андре Тешине         | Франция                         |
| Китайский синдром              | The China Syndrome                                       | Джеймс Бриджес       | США                             |
| Дни жатвы                      | Days of Heaven                                           | Терренс Малик        | США                             |
| Дорогой папа                   | Caro papà                                                | Дино Ризи            | Италия                          |
| Европейцы                      | The Europeans                                            | Джеймс Айвори        | Великобритания                  |
| Венгерская рапсодия            | Magyar rapszódia                                         | Миклош Янчо          | Венгрия                         |
| Странная девчонка              | La drôlesse                                              | Жак Дуайон           | Франция                         |
| Моя блестящая карьера          | My Brilliant Career                                      | Джиллиан Армстронг   | Австралия                       |
| Норма Рэй                      | Norma Rae                                                | Мартин Ритт          | США                             |
| Оккупация в 26 картинках       | Okupacija u 26 slika                                     | Лордан Зафранович    | Югославия                       |
| Чёрная серия                   | Série noire                                              | Ален Корно           | Франция                         |
| Сибириада                      | Сибириада                                                | Андрей Кончаловский  | СССР                            |
| Осужденные на одиночество      | Los sobrevivientes                                       | Томас Гутьеррес Алеа | Куба                            |
| Жестяной барабан               | Die Blechtrommel                                         | Фолькер Шлёндорф     | ФРГ, Франция, Польша, Югославия |
| Пробка — невероятная история   | L'ingorgo - Una storia impossibile                       | Луиджи Коменчини     | Италия, Франция, ФРГ, Испания   |
| Виктория (фильм)               | Victoria'                                                | Бу Видерберг         | Швеция                          |
| Без наркоза                    | Bez znieczulenia                                         | Анджей Вайда         | Польша                          |
| Женщина между собакой и волком | Een vrouw tussen hond en wolf, Femme entre chien et loup | Андре Дельво         | Бельгия, Франция                |
| Войцек                         | Woyzeck                                                  | Вернер Херцог        | ФРГ                             |

## Особый взгляд
- Дорогой сосед
- Из мрака к сопротивлению
- Третье поколение
- Дедушка рассказывает
- Маленькие беглецы
- Моменты
- Палата №6
- Companys, procés a Catalunya
- A Scream from Silence
- Encore un Hiver
- Printemps en Février
- Spirit of the Wind

## Фильмы внеконкурсной программы
- За нас двоих
- Христос остановился в Эболи
- Волосы
- Le Musee du Louvre
- Манхэттен
- Репетиция оркестра
- Мудрая кровь

## Короткометражные фильмы
- Синяя борода
- Дама из Монте-Карло
- Гарпия
- Немного грустная история
- Поле
- Полицейский вальс
- Две женщины в опере
- Helping Hand
- Le Mur
- La Festa dels bojos
- Bum

## Награды
- Золотая пальмовая ветвь:
  - Апокалипсис сегодня, режиссёр Френсис Форд Коппола
  - Жестяной барабан, режиссёр Фолькер Шлёндорф
- Гран-при: Сибириада, режиссёр Андрей Кончаловский
- Приз за лучшую мужскую роль: Джек Леммон — Китайский синдром
- Приз за лучшую женскую роль: Салли Филд — Норма Рэй
- Лучший актёр второго плана: Стефано Мадиа — Дорогой папа
- Лучшая актриса второго плана: Эва Маттес — Войцек
- Приз за лучшую режиссуру: Терренс Малик — Дни жатвы
- Технический гран-при: Норма Рэй
- Золотая пальмовая ветвь за короткометражный фильм: Гарпия
- Приз жюри за короткометражный фильм:
  - Бум, режиссёр Бретислав Пойар
  - La Festa dels bojos, режиссёр Lluis Racionero Grau
- Золотая камера: Северное сияние, режиссёр Джон Хэнсон и Роб Нилссон
- Приз молодёжного кино: Странная девчонка, режиссёр Жак Дуайон
- Приз международной ассоциации кинокритиков (ФИПРЕССИ)
  - Приз ФИПРЕССИ в параллельных секциях:
    - Вера Анги, режиссёр Пал Габор
    - Чёрный Джек, режиссёр Кен Лоуч

  - Приз ФИПРЕССИ (конкурсная программа): Апокалипсис сегодня, режиссёр Френсис Форд Коппола
- Приз экуменического (христианского) жюри: Без наркоза, режиссёр Анджей Вайда
- Приз экуменического (христианского) жюри — особое упоминание: Наследство, режиссёр Аня Брайен